# Jariyan al Batnah
Jariyan al Batnah (Arabisch: جريان الباطنة) is een gemeente in Qatar.
Jariyan al Batnah telde in 2004 bij de volkstelling 6.678 inwoners.
Al Ghuwariyah · Al Jumaliyah · Al Khawr · Al Wakrah · Ar Rayyan · Ash Shamal · Doha · Jariyan al Batnah · Mesaieed · Umm Salal